# Sesbania sericea
Sesbania sericea es una planta perenne que produce tallos semiduros de una base leñosa. Los tallos, que pueden crecer entre 1 y 3 metros de altura, a menudo tienen pequeñas espinas ocultas entre las vellosidades. 
La planta se cultiva de vez en cuando en ciertos países asiáticos como abono verde y cultivo de cobertura. Tolera bien la sequía y la exposición solar, puede encontrarse en zonas costeras a escasos metros de la orilla. 

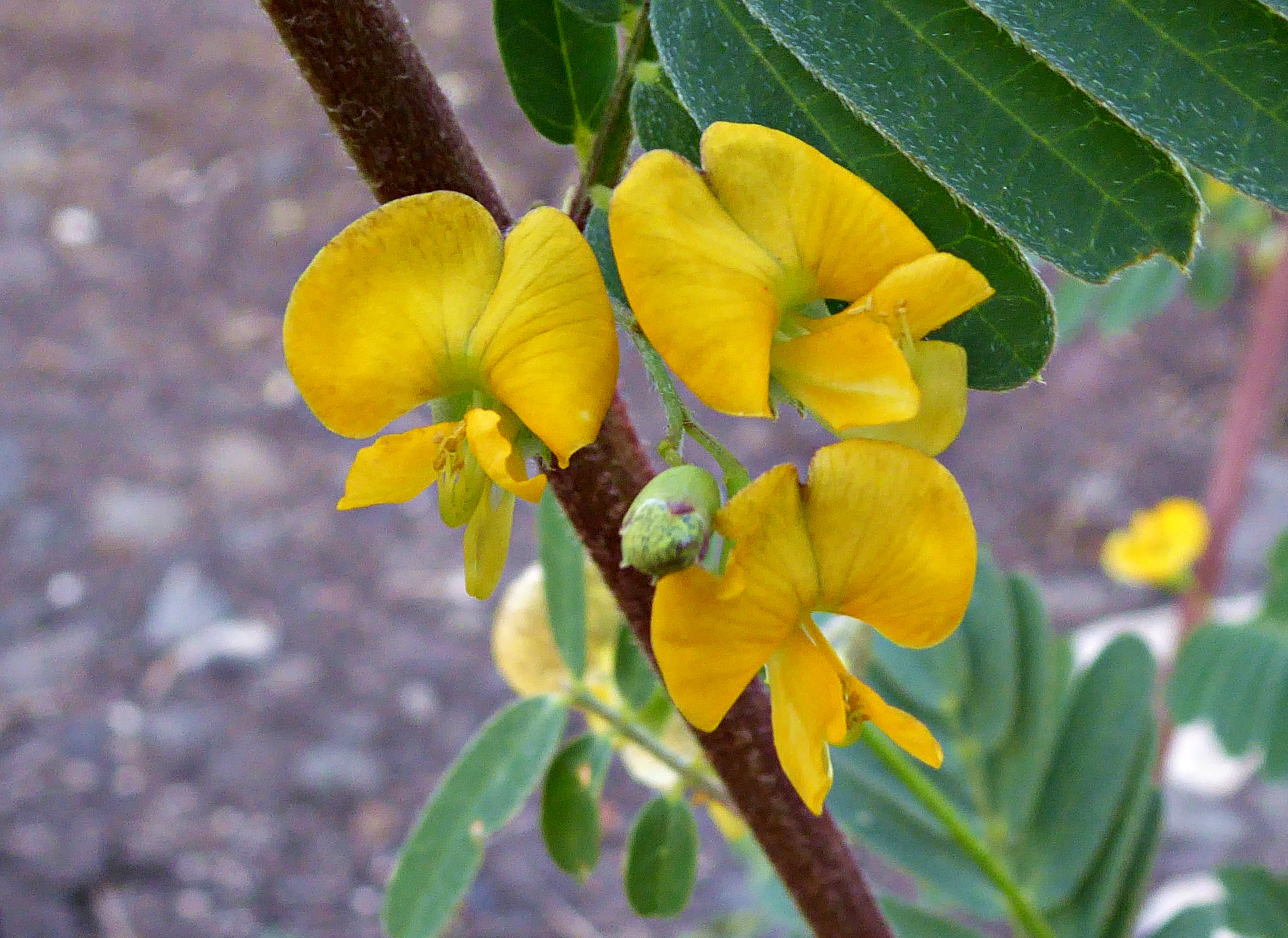

## Distribución
África Subsahariana. Por el norte, desde el sur de Mauritania y Senegal hasta Somalia. Por el sur, del Sahel al sur de Angola y Tanzania. Ha colonizado algunas de las islas e islotes que bordean el continente africano (Santo Tomé), y es probable que se encuentre asilvestrada en algunas naciones de Asia.

## Usos
Se cultiva como seto y como rompeviento (Un uso cuestionable por su escasa resistencia a los vendavales, dado que es una planta herbácea perenne, no un árbol). Los tallos tiernos y las hojas se utilizan como abono verde en la producción de cultivos alimentarios, especialmente el arroz. 
La planta se cultiva entre las filas de las plantaciones de plátanos, y se siembra en el momento de plantar los bananos. La leguminosa se corta más tarde y se extiende como mantillo para controlar las malas hierbas, así como para proporcionar abono.
Cuando se siembra para proporcionar abono verde en campos de jengibre (Zingiber officinale), las plantas se podan progresivamente alrededor de las plantas de jengibre para proporcionar nutrientes o mantillo, pero unas pocas plantas, espaciadas a 2 - 3 metros de distancia, se dejan para proporcionar una sombra clara. 
Se ha probado su intercalación con maíz para proporcionar abono verde a un campo de trigo cercano. Cuando se siembra simultáneamente con el maíz, ahoga este cultivo. Sin embargo, retrasar la siembra en 6 semanas no deprimió el rendimiento del maíz y aumentó la siguiente producción de trigo en un 20-40%.
Cuando se planta para obtener abono, se cultiva in situ o en campos cercanos, a veces en terrenos con vegetación silvestre o áreas abandonadas; desde donde es transportada y enterrada en las parcelas agrícolas.
La descomposición de Sesbania después de ser triturada es rápida. Como nutriente puede ser esparcida justo antes de trasplantar el arroz. Retrasar el trasplante puede resultar en una menor respuesta al abono verde.
La madera se utiliza como combustible en áreas con escasez de otras especies, ya que no es de especial calidad. La especie también podría usarse como forrajera en zonas del continente africano donde el ganado tiene dificultades para obtener mejores alimentos.

## Propagación
Sus semillas tienen una capa dura y pueden beneficiarse de la escarificación antes de la siembra, lo que acelera la germinación. Esto generalmente se puede hacer vertiendo una pequeña cantidad de agua casi hirviendo en las semillas (teniendo cuidado de no dañarlas) y luego remojarlas durante 12 - 24 horas en agua tibia. En este momento deben haber absorbido humedad e hinchados - si no lo han hecho, entonces cuidadosamente hacer un corte superficial en la primera capa (teniendo cuidado de no dañar el embrión) y remojar durante 12 horas antes de la siembra. Esta especie no requiere tratamiento previo